# Edith Smeesters
 (décembre 2017).
Si vous disposez d'ouvrages ou d'articles de référence ou si vous connaissez des sites web de qualité traitant du thème abordé ici, merci de compléter l'article en donnant les références utiles à sa vérifiabilité et en les liant à la section « Notes et références ».
Edith Smeesters est une biologiste, une auteure, une conférencière et une militante environnementale québécoise.
Diplômée en botanique à l'Université de Louvain, elle a fondé l'organisme Nature-Action Québec (1987)  et la Coalition pour les alternatives aux pesticides (1999). Elle cherche à préserver l'environnement naturel en luttant contre les pesticides. Elle est actuellement une porte-parole pour Equiterre.
Elle a publié plusieurs articles et livres sur l'horticulture écologique, dont 'Le compostage domestique" (1993), "Pelouses et couvre-sols" (2000), "Aménagement paysager adapté à la sécheresse" (2004), Solutions écologiques en horticulture (2005). Elle réside actuellement en Estrie (Québec, Canada).

## Distinctions
- 2001 - Membre du Cercle des Phénix